# Choriolaus sulcipennis
Choriolaus sulcipennis là một loài bọ cánh cứng trong họ Cerambycidae.